# Isolotto dei Sorci (Ugliano)
L'isolotto dei Sorci o Bagdan (in croato Mišnjak) è un isolotto della Croazia situato nel mare Adriatico vicino alla costa orientale di Ugliano che fa parte dell'arcipelago zaratino. Amministrativamente appartiene al comune di Cuclizza nella regione zaratina.

## Geografia
L'isolotto si trova nel canale di Zara (Zadarski kanal) a sud-est di valle Cuclizza (uvala Kukljica), e a nord dello stretto di Sdrelaz (Mali Ždrelac), che separa Ugliano da Pasmano.
L'isolotto ha una forma arrotondata, con una superficie di 0,022 km², uno sviluppo costiero di 0,56 km e un'altezza di 11 m.

### Cartografia
- (HR) Mappa topografica della Croazia 1:25000, su preglednik.arkod.hr. URL consultato il 27 febbraio 2017.
- Carta di cabottaggio del mare Adriatico, foglio VII, Milano, Istituto geografico militare, 1822-1824. URL consultato il 14 giugno 2017 (archiviato dall'url originale il 13 aprile 2013).